# Meang

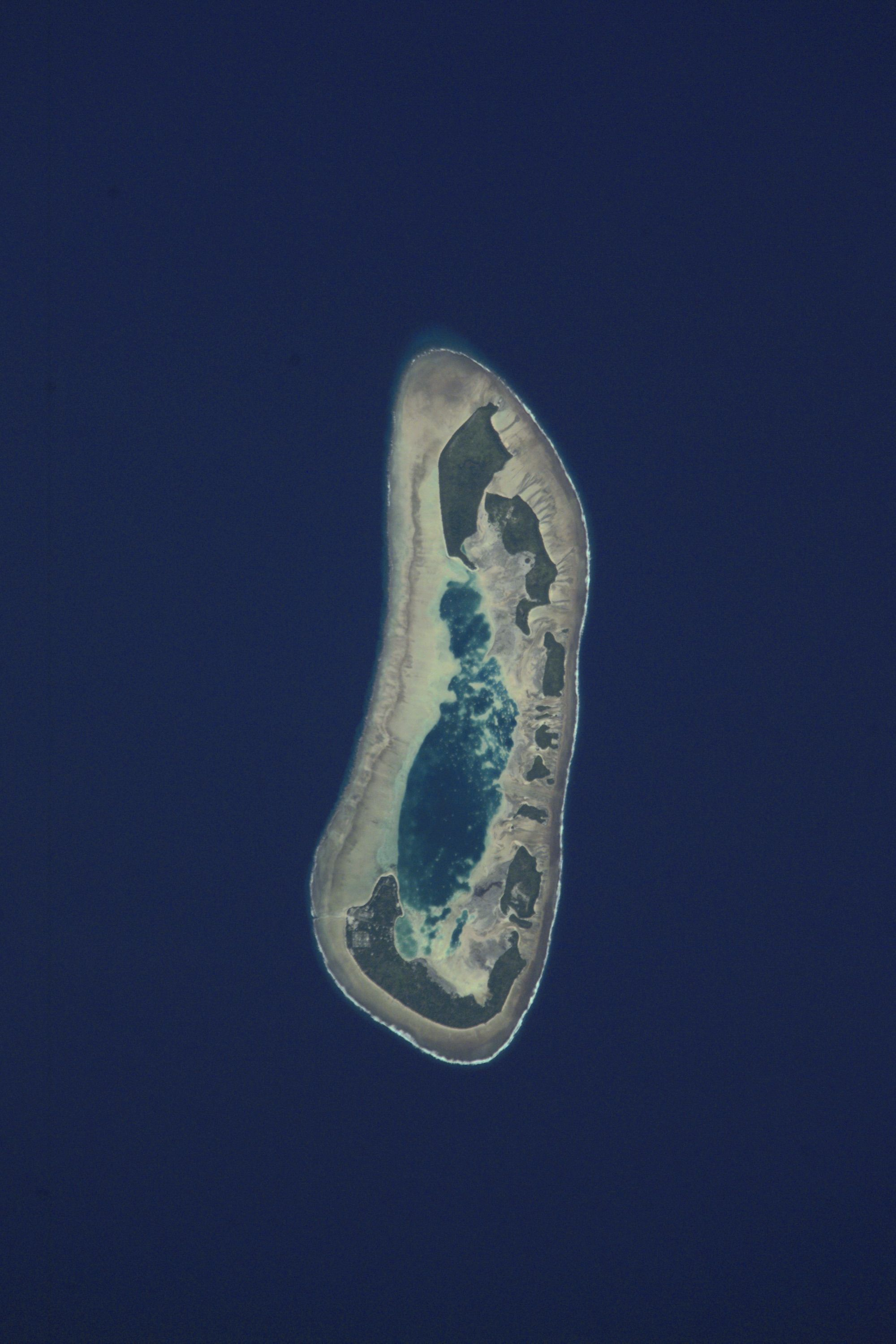
É uma pequena ilhéu localizada no atol de Nui, Meang é uma das 21ª ilhéus é a segunda ilhéu do atol de Nui.

Meang é um ilhéu do atol de Nui no país de Tuvalu.